# Edelweiß Malchin
Edelweiß Malchin (* 5. November 1923 in Berlin; † 15. November 1983 ebenda) war eine deutsche Schauspielerin.

## Leben
Über das Leben von Edelweiß Malchin ist nur sehr wenig bekannt. Seit Beginn der 40er Jahre ist die 17-Jährige als Theaterschauspielerin nachzuweisen, allerdings ohne festes Engagement. In dem filmischen Künstlerroman Gabriele Dambrone gab sie zum Jahresende 1942 mit der winzigen Rolle des Lehrmädchens Pauline ihren Einstand vor der Kamera. Bis unmittelbar vor Kriegsende 1945 wurde die Berlinerin noch mehrfach mit größer werdenden Nebenrollen vor die Kamera geholt, zuletzt in zwei unvollendet gebliebenen Produktionen. Sie stand 1944 in der Gottbegnadeten-Liste des Reichsministeriums für Volksaufklärung und Propaganda.
Erst 1948 konnte Edelweiß Malchin ihre Filmarbeit fortsetzen, diesmal allerdings mit einer Hauptrolle: In dem Zeit- und Problemfilm … und wenn’s nur einer wär’ …, einer DEFA-Inszenierung von Wolfgang Schleif, verkörperte die Künstlerin eine Schauspielerin. Malchins spätere Rollen waren durchgehend kleiner; in zwei in Deutschland gedrehten, englischsprachigen Filmen hatte sie Fredric March und Richard Widmark als Partner. Malchin absolvierte einerseits einen winzigen Auftritt in dem antikommunistischen US-Zirkusfilm Ein Mann auf dem Drahtseil, andererseits übernahm sie fünf Jahre darauf mit der Südamerikanerin Manuela Alvarez, einer kapitalistischen Verführerin, eine tragende Nebenrolle in dem stark antiwestliche Untertöne aufweisenden Rennfahrerfilm Rivalen am Steuer – erneut eine DEFA-Produktion.
Auch nach dem Krieg erhielt Edelweiß Malchin von keiner Bühne eine feste Verpflichtung. Sie übernahm lediglich Stückverträge und Gastspiele, wie etwa am Renaissancetheater, wo sie 1955 als Zimmermädchen in Das süße Geheimnis zu sehen gewesen war. 1960 zog sich die in Berlin-Wannsee lebende Künstlerin ins Privatleben zurück.

## Filmografie
- 1943: Gabriele Dambrone
- 1944: Seine beste Rolle
- 1944: Der große Preis
- 1944: Seinerzeit zu meiner Zeit
- 1945: Leb’ wohl, Christina (unvollendet)
- 1945: Der Scheiterhaufen (unvollendet)
- 1948: … und wenn’s nur einer wär’ …
- 1949: Mädchen hinter Gittern
- 1950: Die Dritte von rechts
- 1951: Corinna Schmidt
- 1952: Ein Mann auf dem Drahtseil
- 1953: Alles für Papa
- 1954: Der Zarewitsch
- 1955: Kennwort: Berlin-Tempelhof (A Prize of Gold)
- 1955: Urlaub auf Ehrenwort
- 1955: Liebe ohne Illusion
- 1956: Studentin Helene Willfüer
- 1957: Rivalen am Steuer
- 1959: Die feuerrote Baronesse
- 1959: Lockvogel der Nacht
- 1960: Das kunstseidene Mädchen